# Sara Sampaiová
Sara Pinto Sampaiová (* 21. července 1991 Porto) je portugalská modelka a herečka. Je vysoká 173 cm.
Modelingu se věnuje od roku 2007, kdy vyhrála soutěž o reklamu pro značku Pantene. Uzavřela smlouvu s agenturou Elite Model Management a spolupracovala se značkami Axe, Moschino a Calzedonia. V roce 2013 se poprvé zúčastnila přehlídky Victoria's Secret v New Yorku a časopis ¡Hola! ji vyhlásil objevem roku. V roce 2014 se jako první portugalská modelka objevila ve Sports Illustrated Swimsuit Issue a v roce 2015 byla na obálce časopisu Maxim. Získala cenu Globo de Ouro v kategorii modelek v letech 2011, 2012, 2014, 2015, 2016 a 2019. Na Instagramu má více než 7,5 milionu sledujících.
Hrála ve filmech The Clapper, Carga a Crisis, seriálu Miliardy a hudebních klipech Nicka Jonase a Kanye Westa.
Podporuje dobročinnou organizaci Cáritas do Porto. V roce 2018 oznámila, že se dlouhodobě potýká s trichotilomanií.